# Liviu Brădean
Liviu Nicolae Brădean (n. 19 ianuarie 1968) este un pictor român, asistent universitar la Catedrei de Pictură a Universității Naționale de Arte din București, fotograf și Art Director al revistei Descoperă România. Liviu  Brădean este fiul cuplului de artiști Traian Brădean și Angela Popa Brădean, și nepotul pictorului și graficianului Nicolae Popa.

## Studii
- 1987-1993 Academia de Arte Frumoase, București - Secția pictură de șevalet și restaurare profesori: Marius Cilievici; Florin Ciubotaru
- Din 1993 Membru al Uniunii Artiștilor Plastici

## Activitate artistică
- Din 1987 Participă la numeroase expoziții de artă, de grup interne și internaționale
- Tabere de Pictură: Mraconia, Gărâna, Moldova Nouă, Lăzarea, Soveja..
- 1993-1997 Asistent universitar, Academia de Arte Frumoase din București
- Din 1992 a activat ca Art Director la: Artmann; Janine Fashion Design; Star Print; Myrpress; Web Advertising;
- Efectuează escursii de documentare în: Grecia, Uzbekistan, Franța, Germania, Austria, Spania, Olanda, Turcia, Tunisia Egipt, Marea Britanie..

## Expoziții de fotografie
2008 Expozitia de fotografie a lui Liviu Bradean, Hotelul IBIS din Consțanta

## Aprecieri
Pânzele lui Liviu Brădean se recomandă prin soliditatea picturii- echilibru compozițional și remarcabilă armonie cromatică- și lirism. Subiectele sale, în special peisaje- au o simplitate care impune. În afara oricăror efecte sau imagini spectaculoase, ele au noblețea simplității, susținută de toate datele unui pictor experiență! Aceleași calități le recunoaștem și în celelalte teme abordate, ceea ce ne face să-l socotim pe Liviu Brădean un pictor angajat serios pe un drum care poartă pecetea personalității sale  Radu Ionescu